# Acrocercops aeglophanes
Acrocercops aeglophanes är en fjärilsart som först beskrevs av Turner 1913.  Acrocercops aeglophanes ingår i släktet Acrocercops och familjen styltmalar. Inga underarter finns listade i Catalogue of Life.